# Leonidas z Rodos
Leonidas z Rodos (gr. Λεωνίδας ὁ Ρόδιος) – starożytny biegacz i sprinter z Rodos, wielokrotny zwycięzca igrzysk olimpijskich – zdobywca dwunastu laurów olimpijskich, czterokrotny zdobywca tytułu triastes.
Podczas czterech olimpiad z rzędu, w 164, 160, 156 i 152 roku p.n.e. zdobył tytuł triastes, odnosząc rzadkie potrójne zwycięstwo podczas jednego dnia – triast i wygrywając trzy biegi: bieg krótki stadion, „bieg tam i z powrotem” – diaulos oraz bieg w zbroi – hoplitodromos. O zwycięstwach Leonidasa wspomina grecki geograf Pauzaniasz w swoim traktacie Wędrówki po Helladzie.
Wyczyn Leonidasa nigdy nie został powtórzony podczas starożytnych igrzysk olimpijskich. Od roku 776 p.n.e. do roku 393 n.e. odbyło się 251 olimpiad i w okresie tym tytuł triastes udało się zdobyć jeszcze 6 innym sportowcom, przy czym przypuszczalnie jedynie Hermogenes z Ksantos zdobył ten tytuł dwukrotnie.
O Leonidasie mówiono, że ma „szybkość boga”, jego rodacy uznali go za herosa i oddawali cześć jak bogu.
Rekord Leonidasa – 12 zwycięstw olimpijskich – został pobity w 2016 roku przez amerykańskiego pływaka Michaela Phelpsa, który podczas letnich igrzysk olimpijskich w Rio de Janeiro zdobył 13. indywidualny złoty medal olimpijski.